# Might and Magic III
A Might and Magic III: Isles of Terra egy 1991-ben megjelent számítógépes szerepjáték, a Might and Magic-szerepjátéksorozat harmadik része. Közvetlen folytatása a Might and Magic II: Gates To Another World című játéknak, és előzménye a Might and Magic IV: Clouds of Xeen című programnak.

## Cselekmény
Miután a második epizódban a hősök legyőzték Sheltemet és megakadályozták ördögi terve végrehajtásában, ő ismét megmenekül. Egy új kalandozócsapat, amely Sheltem hazájából, Terráról származik, belekeveredik a két őrző párbajába, s segíteniük kell Coraknak Sheltem megállításában. A kalandozók nevei hivatalosan Sir Canenghem, Crag Hack, Maximus, Resurrectra, Dark Shade, Kastore, Robert the Wise és Tolberti.
Kalandozásaik során a csapat Terra szigetein halad át. Ezek valójában lapos, elkülönült világok (nacellek), melyeket Sheltem évekkel korábban a világűrből a Terra óceánbolygójára rántott. Az Ősök akaratának ellenszegülve ezeket a nacelleket saját napjukba akarja irányítani, kiirtva az azon élőket. A hősök Corak naplórészletei alapján üldözik a két ellenfelet, s közben különféle küldetéseket is teljesítenek. Végül, a híres-hírhedt Ördögi Labirintus-küldetés sikeres teljesítése után lehetőségük nyílik belépni az Ősök Piramisába, ahol Terra múltjáról tudhatnak meg dolgokat. A piramis alatt valójában egy óriási űrhajó rejtőzik, melynek segítségével az Ősök évezredekkel ezelőtt benépesítették a bolygót. Sheltem is éppen erre az űrhajóra (a Lincolnra) tart, hogy elmenekülhessen az egyik mentőkabinnal az őt üldöző Corak elől. A hősök ide is követik őket, majd az űrhajóval a Xeen-re menekülő Sheltemet veszik üldözőbe a játék végén. A Might and Magic VII-ből tudjuk, hogy a küldetésük nem járt sikerrel: űrhajótörést szenvednek Enroth bolygóján, s mindegyik hőssel találkozhatunk is a játék során.

## Játékmenet
A Might and Magic III, bár grafikailag erős feljavításon esett át, alapjaiban véve ugyanaz, mint az első két rész: körökre osztott szerepjáték. Mindazonáltal számos újítást vezettek be, amely az elmúlt évek technológiai fejlődésének is volt köszönhető. A grafika színesebb, az ekkoriban megjelenő VGA-monitorok képességeit kihasnálva. Számtalan hangkártya is támogatott, aminek köszönhetően vannak hangeffektek, háttérzene, sőt beszéd is. A játéksorozat történetében először megjelent az egér támogatása is.
A karaktereknek most már a portréját is láthatjuk, melyek az aktuális egészségi állapottól függően változhatnak is. A varázslatok most már egy listáról választhatóak ki, és nem pedig a számukat kell beírnunk, mint korábban. A térképek mérete megnőtt (eltűnt a 16x16-os korlátozás), és a játék képes volt a már felfedezett területeket automatikusan rögzíteni – véget vetve ezzel a térképek papírra rajzolásának. A grafikának hála a közeledő ellenfeleket már jól láthatjuk (nemcsak akkor, amikor arra a mezőre lépünk, ahol épp tanyáznak), s így a távolsági fegyverek is új értelmet nyertek. Immár nem kell külön átvizsgálnunk a leölt ellenségeket sem a zsákmányért.
Gyakorlatilag mindenütt lehetőség van a játékállás elmentésére, tehát már nem kell ellátogatni a kocsmák egyikébe, mint az előző részekben. Az egyszer már megölt szörnyek pedig nem fognak visszatérni, ha újratöltjük az állást.

## Fogadtatás
A Computer Gaming World című lap szerint a játék mind a régi, mind az új játékosok számára érdekes kihívás lehet, és az év egyik legjobb szerepjátékának nevezték meg. A SNES verzió esetében a grafikát és a hangokat szépnek találta az Electronic Gaming Monthly, az interfészt viszont rossznak – amíg PC-n a haladás viszonylag simán megy, addig a konzolon valamivel lassabban.1994-ben a PC Gamer US minden idők 25. legjobb játékának választotta.

## Forráshivatkozások
1. ↑  CGW Museum - Galleries. www.cgwmuseum.org. (Hozzáférés: 2020. szeptember 30.)

## Fordítás
- Ez a szócikk részben vagy egészben  a   Might and Magic III: Isles of Terra című angol Wikipédia-szócikk ezen változatának fordításán alapul.  Az eredeti cikk szerkesztőit annak laptörténete sorolja fel. Ez a jelzés csupán a megfogalmazás eredetét és a szerzői jogokat jelzi, nem szolgál a cikkben szereplő információk forrásmegjelöléseként.